# North Melbourne Football Club
Der North Melbourne Football Club ist ein Australian-Football-Verein in Melbourne, Victoria, der in der Australian Football League (AFL) spielt. Das Team tritt unter dem Spitznamen "Kangaroos" in blau-weiß gestreiften Trikots an. Der im Jahr 1869 gegründete Verein zählt zu den traditionsreichen im Australian Football. Ihre Heimspiele tragen die Kangaroos im Docklands Stadium aus.

## Geschichte
Obwohl dieser einer der ersten Clubs für Australian Football überhaupt war, wurde den Kangaroos im Jahr 1897 die Aufnahme in die neu gegründete Victorian Football League (VFL) verweigert. Dies geschah nicht zuletzt auf Betreiben der Essendon Bombers, welche ihre Fans aus denselben Gegenden rekrutierten wie North Melbourne und die lokale Konkurrenz fürchteten. Hierin lag der Grund für die bis heute andauernde Rivalität zwischen den beiden Vereinen. 1925 wurden die Kangaroos nach langen Verhandlungen endlich in die VFL aufgenommen, auf Erfolge warteten ihre Anhänger jedoch über Jahrzehnte hinweg vergeblich. Erst in den 1970ern stiegen die Blau-Weißen nach der Verpflichtung von Starcoach Ron Barassi und einiger Topspieler wie Barry Davis und Doug Wade zu einer Spitzenmannschaft auf. Von 1974 bis 1978 erreichte der Verein fünfmal in Folge das Grand Final und gewannen dabei 1975 und 1977 ihre ersten VFL-Meistertitel. Nach Ron Barassis Rücktritt 1980 fiel man wieder ins Mittelmaß zurück. In den 1990ern erfolgte und Trainer Dennis Pagan und Kapitän Wayne Carey eine zweite "Goldene Ära". 1996 und 1999 gewann North Melbourne gegen die Sydney Swans bzw. Carlton Blues ihre dritte und vierte AFL-Meisterschaft. Das neue Jahrtausend begann mit einigen Rückschlägen, neben mannschaftsinternen Streitigkeiten und den Rücktritten von Pagan und Carey wurden mehrere Spieler der Kangaroos beim Anschlag von Bali 2002 zum Teil schwer verletzt. Sportlich gesehen brachte North Melbourne in den letzten Jahren solide Leistungen, 2014 und 2015 erreichte man sogar jeweils das Preliminary Final. Auf den Einzug ins Grand Final warten die Kangaroos jedoch seit 1999 vergebens.

## Fans
Die Nähe zwischen Fans und Mannschaft wird Shinboner Spirit genannt. Der „Erzfeind“ der Kangaroos sind aus historischen Gründen die Essendon Bombers, doch auch zu den Hawthorn Hawks besteht seit den 1970er Jahren eine intensive Rivalität.

## Erfolge
- Meisterschaften (4): 1975, 1977, 1995, 1999
- McClelland Trophy (4): 1976, 1978, 1983, 1998